# 데라오촌 (야마나시현)
데라오촌(寺尾村)은 야마나시현 히가시야쓰시로군에 있던 촌이다. 현재의 후에후키시 사카이가와정 데라오에 해당한다.

## 역사
- 1889년 7월 1일 - 정촌제 시행에 의해 데라오촌이 단독으로 지자체를 형성하였다.
- 1903년 4월 1일 - 고나리촌, 게이린촌,후지누타촌과 합병해 사카이가와촌이 성립하여, 동일 데라오촌은 폐지되었다.

## 참고문헌
- 角川日本地名大辞典 19 山梨県